# Silo chrisiammos
Silo chrisiammos là một loài trong họ Goeridae. Loài này phân bố ở miền Cổ bắc.